# О’Дей (лунный кратер)
Кратер О’Дей (лат. O'Day) — большой ударный кратер в области северо-западного побережья Моря Мечты на обратной стороне Луны. Название присвоено в честь американского физика Маркуса О’Дея (1897—1961) и утверждено Международным астрономическим союзом в 1970 году. Образование кратера относится к коперниковскому периоду.

## Описание кратера

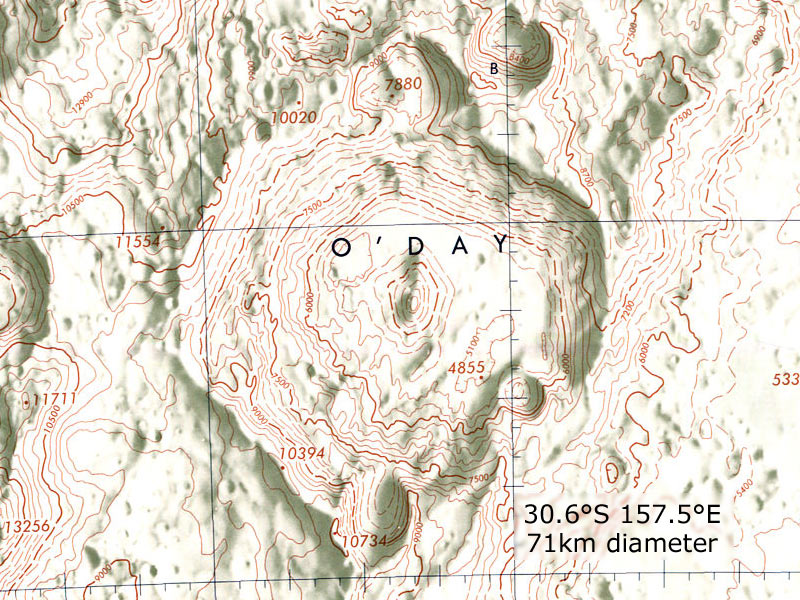
Топография кратера. Фрагмент карты LM-103.

Ближайшими соседями кратера являются кратер Серпинский на северо-западе; кратер Барбье на севере; кратер Парацельс на северо-востоке; кратер Зелинский на востоке-северо-востоке; кратер Томсон на востоке-юго-востоке и кратер Зейдель на западе-юго-западе. Селенографические координаты центра кратера 30°25′ ю. ш. 157°17′ в. д. / 30,42° ю. ш. 157,29° в. д., диаметр 70,4 км, глубина 2,8 км.
Кратер О`Дей имеет полигональную форму и умеренно разрушен. Вал с четко очерченной кромкой, южная оконечность вала перекрыта небольшим чашеобразным сателлитным кратером О`Дей M. Внутренний склон вала террасовидной структуры, особенно ярко выраженной в западной части, юго-восточная часть внутреннего склона отмечена маленьким чашеобразным кратером. Породы выброшенные при образовании кратера достигают расстояния в 30 км от кромки вала на востоке-юго-востоке. Высота вала над окружающей местностью достигает 1290 м, объем кратера составляет приблизительно 4500 км³. Дно чаши пересеченное, за исключением ровных областей в северной и юго-восточной части. В центре чаши расположен массивный сдвоенный центральный пик, северный пик является частью хребта протянувшегося с запада на восток. Состав центральных пиков — анортозит (A), габбро-норито-троктолитовый анортозит с содержанием плагиоклаза 85-90 % (GNTA1) и габбро-норито-троктолитовый анортозит с содержанием плагиоклаза 80-85 % (GNTA2)..
Кратер О`Дей обладает заметной системой лучей.

## Сателлитные кратеры

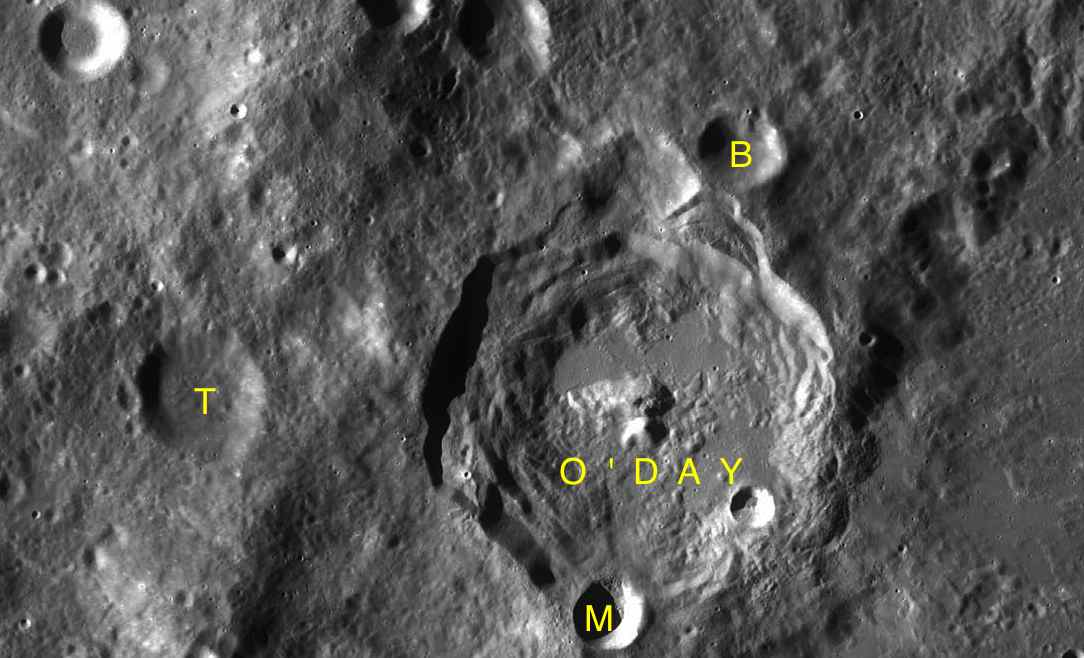
Фрагмент карты LAC-103.

| О`Дей | Координаты                                              | Диаметр, км |
| ----- | ------------------------------------------------------- | ----------- |
| B     | 28°58′ ю. ш. 158°02′ в. д. / 28,97° ю. ш. 158,03° в. д. | 14,3        |
| M     | 31°35′ ю. ш. 157°07′ в. д. / 31,58° ю. ш. 157,12° в. д. | 12,7        |
| T     | 30°13′ ю. ш. 154°28′ в. д. / 30,22° ю. ш. 154,47° в. д. | 22,0        |